# Louisette Hautecoeur
Pour les articles homonymes, voir Hautecœur.
Louisette Hautecoeur, née le 23 mai 1914 à Sevran et morte  le 18 mars 2004 à Chaumont-en-Vexin, est une monteuse française.

## Biographie
Mariée au monteur Henri Taverna (1903-1987) en octobre 1944, elle est également connue sous les noms de Louisette Hautecoeur-Taverna, Louisette Taverna-Hautecoeur ou Louisette Taverna.

## Filmographie
- 1934 : Le Dernier Milliardaire de René Clair
- 1937 : Salonique, nid d'espions (Mademoiselle Docteur) de Georg Wilhelm Pabst
- 1937 : Naples au baiser de feu d'Augusto Genina
- 1939 : Jeunes Filles en détresse de Georg Wilhelm Pabst
- 1940 : Sérénade de Jean Boyer
- 1940 : Miquette de Jean Boyer
- 1941 : L'Acrobate de Jean Boyer
- 1941 : Romance de Paris de Jean Boyer
- 1941 : Chèque au porteur
- 1942 : Boléro de Jean Boyer
- 1942 : Le Prince charmant de Jean Boyer
- 1942 : L'assassin a peur la nuit de Jean Delannoy
- 1942 : À vos ordres, Madame, de Jean Boyer
- 1943 : Lumière d'été de Jean Grémillon
- 1944 : Le ciel est à vous de Jean Grémillon
- 1946 : Au petit bonheur de Marcel L'Herbier
- 1946 : Le 6 juin à l'aube de Jean Grémillon
- 1947 : Le silence est d'or de René Clair
- 1949 : Pattes blanches de Jean Grémillon
- 1950 : Pigalle-Saint-Germain-des-Prés
- 1951 : Le Roi des camelots
- 1951 : Mademoiselle Josette, ma femme
- 1951 : Knock de Guy Lefranc
- 1951 : L'Étrange Madame X de Jean Grémillon
- 1951 : Chacun son tour de André Berthomieu
- 1952 : Jamais deux sans trois
- 1952 : Les Belles de nuit de René Clair
- 1953 : Le Père de Mademoiselle de Marcel L'Herbier
- 1953 : Belle Mentalité ! d'André Berthomieu
- 1953 : Les Enfants de l'amour de Léonide Moguy
- 1954 : L'Amour d'une femme de Jean Grémillon
- 1955 : Les Grandes Manœuvres de René Clair
- 1955 : La Tour de Nesle de Abel Gance
- 1955 : La Môme Pigalle
- 1956 : Paris Canaille de Pierre Gaspard-Huit
- 1956 : Le Long des trottoirs
- 1956 : Paris, Palace Hôtel de Henri Verneuil
- 1956 : La mariée est trop belle de Pierre Gaspard-Huit
- 1957 : Porte des Lilas de René Clair
- 1957 : Une manche et la belle de Henri Verneuil
- 1958 : Cette nuit-là de Maurice Cazeneuve
- 1958 : Et ta sœur de Maurice Delbez
- 1958 : Christine de Pierre Gaspard-Huit
- 1959 : Katia de Robert Siodmak
- 1960 : Les Magiciennes de Serge Friedman
- 1960 : Les Scélérats de Robert Hossein
- 1960 : La Française et l'Amour
- 1961 : Le Capitaine Fracasse de Pierre Gaspard-Huit
- 1961 : Tout l'or du monde de René Clair
- 1962 : Le Masque de fer de Henri Decoin
- 1963 : Shéhérazade de Pierre Gaspard-Huit
- 1964 : Gibraltar de Pierre Gaspard-Huit
- 1964 : Le Journal d'une femme de chambre de Luis Buñuel
- 1964 : Les Amitiés particulières de Jean Delannoy
- 1965 : Faites vos jeux, mesdames de Marcel Ophüls
- 1965 : Les Fêtes galantes de René Clair
- 1966 : À belles dents de Pierre Gaspard-Huit
- 1967 : Belle de Jour de Luis Buñuel
- 1969 : La Voie lactée de Luis Buñuel
- 1972 : Le Rempart des Béguines de Guy Casaril
- 1972 : épisode  L'évasion du duc de Beaufort de la série Les Évasions célèbres
- 1974 : Piaf de Guy Casaril
- 1975 : Émilienne de Guy Casaril
- 1976 : La Marge de Walerian Borowczyk